# 루이르네 데 포레
루이르네 데 포레(Louis-René des Forêts, 1918년 1월 28일 ~ 2001년 12월 31일)는 프랑스의 작가이다.
프랑스 누보로망 계열의 대표적인 전후 작가이다. 극히 과작(寡作)인 그의 작품은 언어에 의하여 존재의 깊은 속에 숨은 수수께끼를 풀려고 할 때에 일어나는 근원적인 극(劇)을 소설로 조형한 것이다. 문학 그 자체를 문제시하는 엄격한 지향은 블랑쇼의 영향인 듯하다. <비렁뱅이들>(1943), <수다스런 사내>(1946), <아이들 방>이 있다.